# Senátní obvod č. 77 – Vsetín
Senátní obvod č. 77 – Vsetín je podle zákona č. 247/1995 Sb. tvořen částí okresu Vsetín, ohraničenou na jihu obcemi Kateřinice, Ratiboř, Lhota u Vsetína, Ústí, Hovězí, Zděchov a Francova Lhota.
Současným senátorem je od roku 2006 křesťanský demokrat Jiří Čunek.

## Senátoři

Vladimír Oplt
Jaroslav Kubín
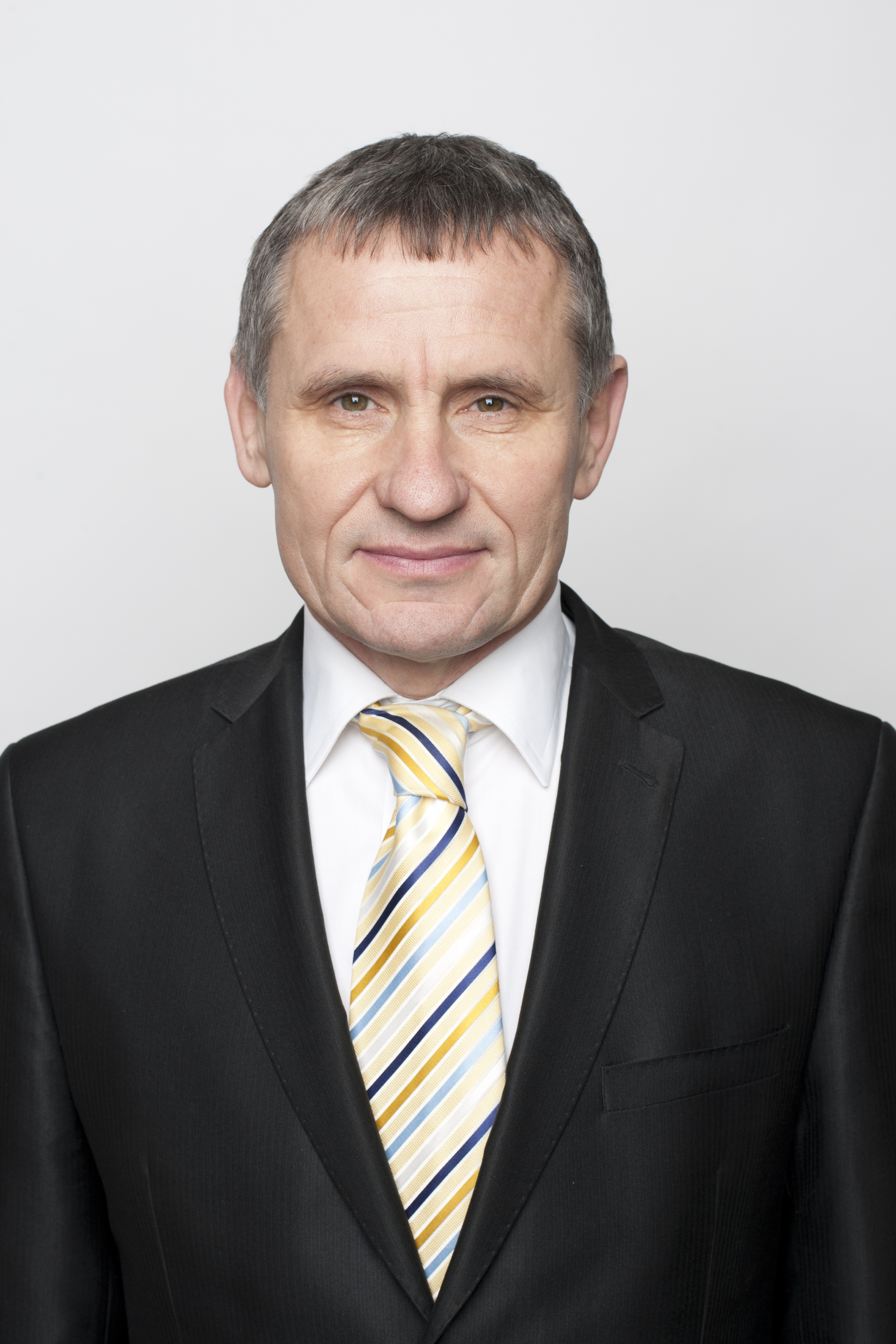
Jiří Čunek

| Volby | Volby | Senátor              | Volební strana | Navrhující strana | Politická příslušnost | Odkaz  |
| ----- | ----- | -------------------- | -------------- | ----------------- | --------------------- | ------ |
|       | 1996  | Ing. Vladimír Oplt   | ODS            | ODS               | ODS                   | profil |
|       | 2000  | JUDr. Jaroslav Kubín | NK             | NK                | BEZPP                 | profil |
|       | 2006  | Jiří Čunek           | KDU-ČSL        | KDU-ČSL           | KDU-ČSL               | profil |
| 2012  |       | Jiří Čunek           | KDU-ČSL        | KDU-ČSL           | KDU-ČSL               | profil |
| 2018  |       | Jiří Čunek           | KDU-ČSL        | KDU-ČSL           | KDU-ČSL               | profil |
| 2024  |       | Jiří Čunek           | KDU-ČSL        | KDU-ČSL           | KDU-ČSL               |        |

## Volby

### Rok 1996
| Kandidát                  | Volební strana | Navrhující strana | Politická příslušnost | Počet hlasů (1. kolo) | %     | Počet hlasů (2. kolo) | %     |
| ------------------------- | -------------- | ----------------- | --------------------- | --------------------- | ----- | --------------------- | ----- |
| Ing. Vladimír Oplt        | ODS            | ODS               | ODS                   | 13 923                | 39,92 | 17 090                | 52,02 |
| MUDr. Robert Dostál, CSc. | ČSSD           | ČSSD              | ČSSD                  | 8 450                 | 24,23 | 15 765                | 47,98 |
| MUDr. Zdeněk Rolinc       | KDU-ČSL        | KDU-ČSL           | KDU-ČSL               | 8 151                 | 23,37 | —                     | —     |
| Milan Halbich             | KSČM           | KSČM              | KSČM                  | 3 339                 | 9,57  | —                     | —     |
| Aglaia Škarpová           | ČSNS           | ČSNS              | BEZPP                 | 635                   | 1,82  | —                     | —     |
| Jiří Kozák                | MSLK_96        | MOR_SLEZ          | MNS                   | 382                   | 1,10  | —                     | —     |

### Rok 2000
| Kandidát                | Volební strana | Navrhující strana | Politická příslušnost | Počet hlasů (1. kolo) | %     | Počet hlasů (2. kolo) | %     |
| ----------------------- | -------------- | ----------------- | --------------------- | --------------------- | ----- | --------------------- | ----- |
| JUDr. Jaroslav Kubín    | NK             | NK                | BEZPP                 | 11 774                | 37,44 | 14 644                | 71,17 |
| Ing. Vladimír Oplt      | ODS            | ODS               | ODS                   | 7 713                 | 24,52 | 5 931                 | 28,82 |
| Jiří Hruška             | 4KOALICE       | US                | US                    | 5 798                 | 18,43 | —                     | —     |
| Mgr. Vlastislav Antolák | KSČM           | KSČM              | KSČM                  | 3 677                 | 11,69 | —                     | —     |
| Svatoslav Tyralík       | ČSSD           | ČSSD              | ČSSD                  | 2 482                 | 7,89  | —                     | —     |

### Rok 2006
| Kandidát             | Volební strana | Navrhující strana | Politická příslušnost | Počet hlasů (1. kolo) | %     | Počet hlasů (2. kolo) | %     |
| -------------------- | -------------- | ----------------- | --------------------- | --------------------- | ----- | --------------------- | ----- |
| Jiří Čunek           | KDU-ČSL        | KDU-ČSL           | KDU-ČSL               | 19 606                | 44,01 | 14 319                | 71,34 |
| JUDr. Jiří Kubeša    | ODS            | ODS               | ODS                   | 10 825                | 24,30 | 5 752                 | 28,65 |
| Mgr. Dagmar Lacinová | ČSSD           | ČSSD              | ČSSD                  | 7 949                 | 17,84 | —                     | —     |
| Ing. Jiří Varga      | KSČM           | KSČM              | KSČM                  | 3 379                 | 7,58  | —                     | —     |
| RNDr. Karel Pavelka  | SZ             | SZ                | SZ                    | 2 787                 | 6,25  | —                     | —     |

### Rok 2012
| Kandidát                         | Volební strana | Navrhující strana | Politická příslušnost | Počet hlasů (1. kolo) | %     | Počet hlasů (2. kolo) | %     |
| -------------------------------- | -------------- | ----------------- | --------------------- | --------------------- | ----- | --------------------- | ----- |
| Jiří Čunek                       | KDU-ČSL        | KDU-ČSL           | KDU-ČSL               | 16 306                | 47,28 | 14 995                | 72,13 |
| Ing. Jindřich Šnejdrla           | ČSSD           | ČSSD              | ČSSD                  | 5 738                 | 16,63 | 5 793                 | 27,86 |
| Jiří Částečka                    | ODS            | ODS               | ODS                   | 4 294                 | 12,45 | —                     | —     |
| Vladimír Místecký                | KSČM           | KSČM              | KSČM                  | 4 244                 | 12,3  | —                     | —     |
| Jindřich Cahlík                  | NK             | NK                | BEZPP                 | 2 293                 | 6,64  | —                     | —     |
| Aleš Bardoň                      | M              | M                 | M                     | 589                   | 1,7   | —                     | —     |
| JUDr. Ing. Karel Nedbálek, Ph.D. | SBB            | SBB               | SBB                   | 557                   | 1,61  | —                     | —     |
| Marie Hořčicová                  | NÁR.SOC.       | NÁR.SOC.          | NÁR.SOC.              | 467                   | 1,35  | —                     | —     |

### Rok 2018
| Kandidát | Kandidát          | Volební strana | Navrhující strana | Politická příslušnost | Počet hlasů (1. kolo) | %     |
| -------- | ----------------- | -------------- | ----------------- | --------------------- | --------------------- | ----- |
|          | Jiří Čunek        | KDU-ČSL        | KDU-ČSL           | KDU-ČSL               | 24 158                | 51,59 |
|          | Miroslav Koňařík  | NK             | NK                | BEZPP                 | 7 933                 | 16,94 |
|          | Zbyněk Fojtíček   | ODS            | ODS               | ODS                   | 6 086                 | 12,99 |
|          | Mgr. Petr Kořenek | ČSSD           | ČSSD              | ČSSD                  | 4 140                 | 8,84  |
|          | Ing. Radek Vraj   | SPD            | SPD               | SPD                   | 3 163                 | 6,75  |
|          | Dáša Bazalková    | KSČM           | KSČM              | KSČM                  | 1 341                 | 2,86  |

### Rok 2024
Ve volbách v roce 2024 senátor Jiří Čunek z KDU-ČSL obhajoval svůj mandát senátora. Jeho vyzyvateli byli místostarostka města Valašské Meziříčí Yvona Wojaczková z hnutí ANO a živnostník – lesní technik a kandidát koalice SPD a Trikolora Robert Hampl. Čunek zvítězil v prvním kole, kde získal 56,76 % hlasů.
| Kandidát | Kandidát                 | Volební strana | Navrhující strana | Politická příslušnost | Počet hlasů (1. kolo) | %     |
| -------- | ------------------------ | -------------- | ----------------- | --------------------- | --------------------- | ----- |
|          | Jiří Čunek               | KDU-ČSL        | KDU-ČSL           | KDU-ČSL               | 16 414                | 56,76 |
|          | PaedDr. Yvona Wojaczková | ANO            | ANO               | ANO                   | 9 579                 | 33,12 |
|          | Robert Hampl             | SPD, Trikolora | SPD               | SPD                   | 2 923                 | 10,10 |

## Volební účast
|  | nejvyšší volební účast |  | nejnižší volební účast |

| Rok  | % (1. kolo) | % (2. kolo) |
| ---- | ----------- | ----------- |
| 1996 | 34,27       | 32,17       |
| 2000 | 32,10       | 19,56       |
| 2006 | 45,04       | 18,69       |
| 2012 | 35,23       | 19,23       |
| 2018 | 46,16       | —           |
| 2024 | 29,53       | —           |